# برايدين تروير
برايدين تروير (بالإنجليزية: Braeden Troyer)‏ هو لاعب كرة قدم أمريكي في مركز الدفاع، ولد في 19 مارس 1993 في كولومبيا في الولايات المتحدة. لعب مع ريتشموند كيكرز.